# Mitsuki Watanabe
Mitsuki Watanabe (født 6. september 1987) er en japansk fodboldspiller.
Han har spillet for flere forskellige klubber i sin karriere, herunder YSCC Yokohama.